# Les Deux Gosses (film 1924)
Les Deux Gosses è un film muto del 1924 diretto da Louis Mercanton.
Si tratta dell'ultimo tra i molti adattamenti del cinema muto basati sull'omonimo romanzo di Pierre Decourcelle del 1880.
Protagonisti del film sono gli attori bambini Leslie Shaw e Jean Forest.

## Trama
Il conte Georges de Kerlor, convinto che sua moglie lo abbia tradito e quel piccolo Jean, il ragazzo che ha cresciuto come figlio, non sia in realtà il suo, affida il povero ragazzo a un malvivente soprannominato La Limace, che ha già un ragazzo, Claudinet. Jean viene ribattezzato Fanfan e, crescendo con Claudinet, i due ragazzi diventano inseparabili.

## Produzione
Il film fu prodotto in Francia da Phocea Film.

## Distribuzione
Distribuito da Société des Films Mercanton, il film uscì nelle sale cinematografiche francesi il 26 dicembre 1924.